# Duriopsis costale
Duriopsis costale är en insektsart som först beskrevs av Melichar 1902.  Duriopsis costale ingår i släktet Duriopsis och familjen sköldstritar. Inga underarter finns listade i Catalogue of Life.